# Carnarvon
Carnarvon è una città situata nella regione di Gascoyne, in Australia Occidentale. Si trova sull'Oceano Indiano, alla foce del fiume Gascoyne, 906 chilometri a nord di Perth ed è la sede della Contea di Carnarvon.

## Storia
Il primo europeo ad avvistare il fiume Gascoyne e ad esplorarne l'area fu l'esploratore britannico George Grey nel 1839, quando sbarcò da una nave baleniera. Egli battezzò il fiume col nome Gascoyne in onore del capitano di una delle navi della spedizione; anche se si accorse che il terreno era abbastanza fertile, non diede seguito alla sua scoperta. Nel 1858 la zona venne esplorata da Francis Gregory, che comunicò al governo centrale a Perth il fatto di aver trovato una zona in cui poteva essere fondato un insediamento.
Nel 1876 arrivarono i primi coloni, che costruirono delle fattorie e si dedicarono all'allevamento di pecore per la produzione di lana. Nel 1891 Carnarvon venne designata ufficialmente come town, battezzata in onore di Henry Herbert, IV conte di Carnarvon, che aveva ricoperto la carica di Segreteria di Stato per le Colonie.
Per poter trasportare i prodotti al porto, in modo da permetterne l'esportazione, furono importati cammelli  dal Pakistan. L'economia si sviluppò al punto da far sì che negli anni trenta del XX secolo si contavano oltre 1.400.000 pecore, con una città che si era sviluppata in modo da poter fare da base alle esigenze della comunità circostante. Grazie alla latitudine situata nei pressi del Tropico del Capricorno, a Carnarvon si sono sviluppate anche estese piantagioni di banane e mango.

## Geografia fisica

### Clima
Il clima di Carnarvon è di tipo semiarido, con la possibilità dello sviluppo di cicloni tropicali in alcuni periodi dell'anno.
| Mese                        | Mesi | Mesi | Mesi | Mesi | Mesi | Mesi | Mesi | Mesi | Mesi | Mesi | Mesi | Mesi | Stagioni | Stagioni | Stagioni | Stagioni | Anno  |
| Mese                        | Gen  | Feb  | Mar  | Apr  | Mag  | Giu  | Lug  | Ago  | Set  | Ott  | Nov  | Dic  | Inv      | Pri      | Est      | Aut      | Anno  |
| --------------------------- | ---- | ---- | ---- | ---- | ---- | ---- | ---- | ---- | ---- | ---- | ---- | ---- | -------- | -------- | -------- | -------- | ----- |
| T. max. media (°C)          | 31,2 | 32,5 | 31,5 | 29,0 | 26,2 | 23,3 | 22,3 | 22,9 | 24,3 | 25,9 | 27,5 | 29,2 | 31,0     | 28,9     | 22,8     | 25,9     | 27,2  |
| T. min. media (°C)          | 22,4 | 23,3 | 22,0 | 19,1 | 14,9 | 12,3 | 11,0 | 11,5 | 13,8 | 16,3 | 18,6 | 20,5 | 22,1     | 18,7     | 11,6     | 16,2     | 17,1  |
| Nuvolosità (okta al giorno) | 3,4  | 4,6  | 4,5  | 7,0  | 6,7  | 6,2  | 5,7  | 3,7  | 1,7  | 2,0  | 2,1  | 2,0  | 3,3      | 6,1      | 5,2      | 1,9      | 4,1   |
| Precipitazioni (mm)         | 11,3 | 20,2 | 16,0 | 14,0 | 36,3 | 47,7 | 46,2 | 17,8 | 5,7  | 5,4  | 4,1  | 1,8  | 33,3     | 66,3     | 111,7    | 15,2     | 226,5 |
| Giorni di pioggia           | 1,1  | 1,8  | 1,4  | 1,5  | 3,2  | 5,1  | 4,9  | 3,0  | 1,5  | 1,1  | 0,5  | 0,2  | 3,1      | 6,1      | 13,0     | 3,1      | 25,3  |